# Róbert (érsek)
Róbert (? – Esztergom ?, 1239. november 2.) magyar katolikus főpap, Gertrúd királyné híve.

## Élete
A lüttichi családból származó Róbert a Magyar Archontológia szerint 1207 és 1209 között a fehérvári préposti és a királyi kancellári tisztet töltötte be. 1209-től választott és megerősített, 1210 és 1226. március 13. között tényleges veszprémi megyés püspök. Két alkalommal, 1211-ben és 1225-ben II. András követeként jár a pápánál. 1215-ben II. András feleségül vette Courtenay Jolántát, és mivel a koronázását az esztergomi érsek végezte, Róbert a pápához fordult azzal a panasszal, hogy a hagyomány szerint a veszprémi püspököt illette a királynét megkoronázni. 1216-ban III Ince pápa nyilatkozatot adott ki, melyben megerősítette ezeket a jogokat (ettől fogva a veszprémi püspökök koronázták a magyar királynékat).
1226. március 13-án III. Honoriusz pápa kinevezte esztergomi érseknek. 1227. július 31-étől IX. Gergely pápai legátusként küldte Kunországba, hogy a domonkosok kun misszióját irányítsa. Barc és Membrok kun fejedelem népével együtt meg is keresztelkedett, és Róbert előtt hűséget fogadott a magyar királynak; Róbert pedig Teodorik magyar domonkos tartományfőnököt kunországi püspökké szentelte, és Milkót tette székhelyévé. II. András egyházellenes intézkedései miatt 1232 februárjában Róbert interdiktum alá helyezte Magyarországot, az ellentét az 1233. augusztus 20-án megkötött beregi egyezmény után simult el. 1235. október 14-én megkoronázta IV. Bélát.

## Megjegyzés
1210-ből a nagyobb, 1226-ból a kisebb veszprémi püspöki pecsétje maradt fenn. Szentség hírében halt meg 1239-ben.